# Proctacanthus bromleyi
Proctacanthus bromleyi är en tvåvingeart som beskrevs av Charles Howard Curran 1931. Proctacanthus bromleyi ingår i släktet Proctacanthus och familjen rovflugor. Inga underarter finns listade i Catalogue of Life.